# Maison du jardinier de la cour de Düsseldorf
La Maison du jardinier de la cour de Düsseldorf est située sur la Jägerhofstraße dans le Jardin de Cour de Düsseldorf (de). Il est construit dans le style baroque et abrite les anciennes archives Dumont-Lindemann, aujourd'hui musée du théâtre (de) de la capitale de l'État.

## Histoire du bâtiment
La maison du jardinier de la cour remonte à l'électeur Charles-Théodore de Palatinat-Sulzbach. Elle est construite dans le Jardin de Cour entre 1769 et 1770 d'après les plans de Nicolas de Pigage. Comme son nom l'indique, elle servait de résidence officielle au jardinier de la cour (de), dont la tâche consistait à entretenir le jardin de la cour.
La première expansion a lieu en 1780. À cette époque, le bâtiment représentatif sert non seulement de résidence officielle, mais devient également un lieu de bals, de concerts et de pièces de théâtre privées. En 1796, dans le cadre de la guerre de la première coalition, l'artillerie française de Jean-Baptiste Kléber fait sauter la maison du jardinier de la cour, afin de créer un champ de vision et de tir dégagé autour de la ville occupée. En 1802, l'électeur Maximilien-Joseph de Palatinat-Bavière ordonne la reconstruction du bâtiment, qui devient désormais de nouveau la résidence officielle du jardinier de la cour. La reconstruction est réalisée sous la direction de l'architecte de la cour Kaspar Huschberger (de). Maximilian Friedrich Weyhe, qui dirige l'agrandissement du Jardin de Cour en un jardin paysager anglais, vit également ici. À partir de 1821, la maison du jardinier de la cour sert de résidence officielle à divers serviteurs du prince Frédéric de Prusse ainsi qu'à des peintres de l'école de Düsseldorf (dont Alfred Rethel). Parallèlement, un restaurant avec jardin, le café de la veuve de Hilger, est exploité dans le bâtiment. À partir de 1872, il abrite un entrepôt et une bibliothèque.
Pendant la Seconde Guerre mondiale, la maison du jardinier de la cour est à nouveau entièrement détruite. Elle est reconstruite en 1955 et connaît un second agrandissement. Le musée Goethe (de) est initialement installé ici, puis transféré au château de Jägerhof. En 1988, le musée du théâtre de Düsseldorf (de) s'installe finalement dans la maison du jardinier de la cour.

## Architecture
La maison du jardinier de la cour est à l'origine un bâtiment d'angle d'un seul étage avec un toit mansardé en quart de cercle, au milieu duquel se trouvait l'entrée. Les plans proviennent du constructeur lorrain Nicolas de Pigage. L'accent mis par le baroque tardif sur les éléments classiques du bâtiment est similaire à celui de l'ancienne maison Malkasten de la Jacobistraße. La première extension du maître d'œuvre Peter Köhler (né le 25 juillet 1748 et mort le 2 janvier 1837) en 1780 comprend une extension latérale et un agrandissement du bâtiment. La maison du jardinier de la cour connaît une seconde expansion des deux côtés lors de la reconstruction après la Seconde Guerre mondiale en 1955.